# Roman Kireev
Roman Nikolaevič Kireev (in russo Роман Николаевич Киреев?; Messina, 14 febbraio 1987) è un ex ciclista su strada kazako, professionista dal 2008 al 2011.

## Carriera
Passato professionista nel 2008 con il team Astana, nello stesso anno partecipa al Tour de Pologne e alla cronometro Elite dei campionati del mondo di Varese (chiude al 45º posto). Nel 2009 e nel 2010 si classifica secondo a cronometro ai campionati kazaki Elite; nel 2010 prende inoltre parte al Giro d'Italia, portandolo a termine in 87ª posizione.
Annuncia il ritiro dall'attività professionistica nell'agosto 2011, all'età di ventiquattro anni, a causa di problemi alla schiena causati da un incidente sofferto nel 2010.

## Palmarès
- 2006

Campionati kazaki, Prova in linea Under-23

## Piazzamenti

### Grandi Giri
- Giro d'Italia

Giro d'Italia: 87º

### Competizioni mondiali
- Campionati del mondo

Verona 2004 - Cronometro Juniores: 52º
Verona 2004 - In linea Juniores: 28º
Salisburgo 2006 - In linea Under-23: 25º
Stoccarda 2007 - Cronometro Under-23: 14º
Stoccarda 2007 - In linea Under-23: 22º
Varese 2008 - Cronometro Elite: 45º